# بالگردگاه آلگیسیرس
بالگردگاه آلگیسیرس (به انگلیسی: Algeciras Heliport) (به زبان بومی: Helipuerto de Algeciras) یک فرودگاه همگانی است. این فرودگاه در کشور اسپانیا قرار دارد و در ارتفاع ۳۰ متری از سطح دریا واقع شده‌است.